# Nick Mira
Ніколас Воррен Міра (англ. Nicholas Warren Mira), більш відомий за псевдонімом Nick Mira — американський продюсер, з Ричмонда, Вірджинія. Входить до колективу Internet Money. Став відомим завдяки роботі з покійним репером Juice WRLD, і саме його прозвали як творця фірмового звучання Джареда. Найбільш відомі пісні, які спродюсував Нік Міра це «Lucid Dreams», «Bandit», «Smile» а також пісня Lil Tecca  «Ransom». Роботи Ніка частіше всього складаються з хіп-хоп інструменталів.

## Дитинство
У дитинстві Нік грав на гітарі, а пізніше навчився грати на фортепіано. Він почав займатися продюсуванням у віці 13 років. Він описує свій стиль як «мелодійна» та «ембіент» музика.
Він закінчив James River High School у 2019 році.
Спочатку Міра ставив перед собою мету продавати свої біти як самостійні треки, але зазначив, що він мало що знає про продаж музики .

## Кар'єра
У 2016 році зв'язався з продюсерами Taz Taylor та DT, і разом з ними об'єднався в тріо під назвою Internet Money .У 2017 він разом з Тазом та Дексом спродюсував свій перший великий трек - Fuck Love - пісня XXXTentacion та Trippie Redd. Він потрапив у чарт US Billboard Hot 100 на 41 місце, а після смерті Джасея Онфроя трек піднявся до 28 місця. 29 березня 2019 року Fuck Love став найбільш прослуховуваним треком на SoundCloud - 206 мільйонів прослуховувань.
Nick Mira почав працювати з Juice WRLD, з яким познайомився через свого спільного друга Sidepce. Lucid Dreams був створений після того як Нік відправив Джареду інструментал, який відразу після цього записав свій голос . Пісня зайняла друге місце в Billboard Hot 100. Нік почав відправляти біти Джареду онлайн, і таким чином були створені треки All Girls Are The Same, Lean Wit Me, I'm Still, Candles, Used To, Hurt Me, End Of The Road і I'll Be Fine.
Ніка Міру звинувачували у плагіаті пісні «Lean Wit Me», але Нік заперечив, і пізніше продемонстрував всі етапи створення треку на ютуб каналі свого лейблу Internet Money. Міра сказав : «Я створив біт Lean Wit Me з нуля. Я зіграв на гітарі наживо, зробив драм секцію, а потім відправив біт Juice WRLD, щоб він зробив з цього пісню - як ми завжди це й робимо.»
У 2020 році Міра спродюсував кілька пісень для першого посмертного альбому Джареда - Legends Never Die.
Також Міра продюсує треки для багатьох інших виконавців, наприклад пісня Internet Money, Gunna та Don Toliver - «Lemonade» - потрапила в першу десятку Billboard Hot 100.
Також, у 2020 році Нік Міра брав участь у створенні спільного альбому Internet Money B4 The Storm, який посів перше місце в US Billboard 200. В альбомі взяли участь такі виконавці як Lil Tecca, TyFontaine та 24kGoldn, з якими Нік досі продовжує співпрацювати.

## Музичний стиль
Хоч зазвичай Nick Mira створює біти для хіп-хоп виконавців, він також освоює й інші жанри, наприклад, він був продюсером поп-панк альбому Machine Gun Kelly - Tickets To My Downfall.
Міра описує свій продюсерський стиль як «мелодійний, динамічний і просторий». Він приписує натхнення виконавцям Kanye West, Metro Boomin, Lex Luger та Sonny Digital, які мали значний вплив на хіп-хоп.
Ніку Мірі, як і іншим учасникам Internet Money, приписують зростання популярності «типових бітів» (англ. type beats), мета яких підвищити популярність інструменталу, вказавши у назві тільки тих артистів, які
могли б підійти для цього інструменталу.
Він відстоює важливість роботи з невеликими але перспективними артистами, що дозволяє їм рости разом з лейблом Internet Money. Також він зауважив про цінність роботи з виконавцем в студії, а не віртуально, незалежно від успішності того чи іншого виконавця.